# …My Self-control
…My Self-control — демо-альбом и самый ранний музыкальный релиз российской рок-группы «Элизиум», сформировавшейся в 1995 году в Нижнем Новгороде. Группа самостоятельно распространяла демо-альбом на аудиокассетах в 1996 году — за два года до выхода её дебютного студийного альбома «Домой!». Демо-альбом был полностью исполнен на английском языке и записан самыми первыми участниками «Элизиума».
На сегодняшний день единственным из первоначального состава «Элизиума» остаётся её основатель и бас-гитарист Дмитрий Кузнецов, для которого демо-альбом …My Self-control никак не ассоциируется с последующим творчеством группы.

## История записи
Демо-альбом …My Self-control был записан зимой 1995 года, когда группа «Элизиум» с момента своего образования успела дать только два концертных выступления. Основатель и бас-гитарист группы Дмитрий Кузнецов упоминает, что запись заглавной песни «Self-control» проходила ещё в 1994 году. На момент 1995 года «Элизиум» состоял из четырёх друзей: помимо Кузнецова, это были гитаристы и певцы Екатерина Зудина и Александр Репьёв, а также барабанщик Михаил Дурыничев. «Перед нами стоял выбор: либо имеющиеся у нас средства выложить в какой-либо студии за „качественную“ запись одной-единственной песни, либо на эти же средства своими силами записать значительную и лучшую часть сочинённого тогда музыкального материала. Группа выбрала второе».
«Элизиум» начал записывать демо-альбом на квартире Дмитрия Кузнецова, которую он не первый год снимал на улице Горной в микрорайоне Мыза Нижнего Новгорода. Для записи альбома музыканты использовали портастудию Fostex, одолженную Екатериной Зудиной у её двоюродного брата, а также процессор эффектов Alesis Microverb ранней модели. От друзей и знакомых Екатерины группа получила ещё кое-какое оборудование и микрофоны — хотя и не в лучшем состоянии. Поскольку у «Элизиума» не было в распоряжении ударной установки, на замену ей группа взяла драм-машину Alesis SR-16, программированием которой барабанщик Михаил Дурыничев занимался на пару с Кузнецовым. Помимо четвёрки из первого состава «Элизиума», в записи нескольких треков демо-альбома участвовали двое сессионных музыкантов — Дмитрий Бельтюков и Дмитрий Данилин (последний позже присоединился к группе в качестве вокалиста и был в её составе при выпуске дебютного студийного альбома «Домой!»). Демозапись проходила далеко не без конфликтов. Музыканты постоянно спорили насчёт исполнения песен, что приводило к ссорам, иногда даже доводило до драк и грозило распадом ещё только начинающей группы. Запись альбома на дому вызывала жалобы со стороны соседей Дмитрия Кузнецова и хозяев снимаемой квартиры, в результате чего ему пришлось съехать оттуда, вместе с другими участниками «Элизиума» и незаконченным альбомом. Дальнейшая работа над …My Self-control проходила на квартире, которую Кузнецов и Зудина снимали в Щербинках, и хотя в этот раз история с жалобами повторилась и музыкантам вновь пришлось съехать, демо-альбом был готов.

## Выпуск и значимость альбома
Александр Репьёв, самый первый вокалист «Элизиума», пробыл в группе совсем немного, покинув её через некоторое время после выхода ...My Self-control. Но даже спустя много лет, выступив в качестве приглашённого гостя на 18-летии «Элизиума» и исполнив песню «Self-control» с демо-альбома, Репьёв отметил, что с дальнейшим его участием группа могла бы выглядеть совсем по-другому. Дмитрий Кузнецов сказал в ответ, что без Александра «Элизиум» мог вообще не появиться на свет.
Группа «Элизиум» охарактеризовала свой демо-альбом как «злой, динамичный и слегка депрессивный». Стиль …My Self-control музыканты отнесли к металу с уклоном в нойз и индастриал. На последних жанрах сказывалось некорректное использование драм-машины при записи альбома и вокал через дисторшн, что было вдохновлено музыкой групп Ministry и Sonic Youth. Все песни …My Self-control написаны и исполнены на английском языке; тринадцать треков, вошедших на демо-альбом, были выбраны «Элизиумом» как наиболее разноплановые из всего рабочего материала для записи. Лучшими из получившихся композиций группа считала «All My Life», «Hey!», «Trum-Pa-Rum», «Dragon Will Come» и «Absolutly Blind»; самой худшей и неудавшейся — песню «I’m Goddess».
«Элизиум» выпустил …My Self-control в продажу в Нижнем Новгороде летом 1996 года. Группа самостоятельно тиражировала аудиокассеты с демозаписью, дарила их друзьям, занималась рассылкой альбома по почте, а также давала интервью различным DIY-магазинам. По словам группы, …My Self-control помог ей сильно обратить на себя внимание в нижегородском андерграунде. Основатель «Элизиума» Дмитрий Кузнецов замечает, что если бы в 2001 году несколько их песен не зазвучали по радио, они бы так и остались DIY-группой, распространяющей свои альбомы самостоятельно. По мнению Кузнецова, творчество истинных DIY-исполнителей заключается в том, чтобы не просто нарочно записывать и распространять песни самим, но и отказываться от коммерческих предложений музыкальных лейблов, когда те заметят их творчество. Что касается …My Self-control, то Кузнецов — единственный оставшийся из первоначального состава «Элизиума» — не связывает демо-альбом с дальнейшим творчеством группы, о чём высказался ещё в 2004 году:
...My Self-control — это давно похороненное прошлое, причём моё прошлое. Никто, кроме меня, в сегодняшнем «Элизиуме» не имел к нему отношения. Нет и не было у группы никакого «Май селф-контрола».
Две песни с демо-альбома, «Self-control» и «That’s Me», спустя три года были перезаписаны «Элизиумом» в русскоязычных версиях под названиями «Мой самоконтроль» и «Как жаль» и вошли в дебютный студийный альбом группы, «Домой!», выпущенный в 1998 году. Композиции «All My Life» и «Dragon Will Come» появились в качестве бонус-треков в первом издании концертного альбома «Глупый стёб, попса... и никаких революций!» 2000 года. Несмотря на то, что впоследствии …My Self-control не распространялся группой и не был связан с её официальной дискографией, для фанатов «Элизиума» он считается раритетным альбомом. В настоящее время в Интернете можно найти неофициально выложенные песни …My Self-control, оцифрованные с оригинальных аудиокассет.

## Список композиций
Продолжительность треков основана на выложенных в Интернет оцифрованных записей с аудиокассеты. Сам список композиций …My Self-control взят с официального сайта группы «Элизиум». В первой половине трека «Eternal Lie» играет альтернативная версия песни «Hey!». Среди выложенного материала также присутствует альтернативная версия песни «That’s Me», не отмеченная в оригинальном списке композиций (здесь вынесена отдельно).
| №   | Название                           | Длительность |
| --- | ---------------------------------- | ------------ |
| 1.  | «Self-control»                     | 2:48         |
| 2.  | «All My Life»                      | 3:50         |
| 3.  | «That’s Me»                        | 3:17         |
| 4.  | «Absolutly Blind»                  | 3:18         |
| 5.  | «My Best Friend Jesus Christ»      |              |
| 6.  | «Trum-Pa-Rum»                      | 3:48         |
| 7.  | «Aridreams»                        |              |
| 8.  | «Hey!»                             | 2:43         |
| 9.  | «Hello, My Friend»                 | 3:30         |
| 10. | «I’m Goddess»                      | 2:54         |
| 11. | «Eternal Lie»                      | 7:40         |
| 12. | «Dragon Will Come» (Aridreams)     | 3:41         |
| 13. | «Self-control» (Emotional Version) | 4:08         |

| №  | Название      | Длительность |
| -- | ------------- | ------------ |
| 1. | «That’s Me 2» | 3:09         |

## Участники записи
- Дмитрий «Дракол» Кузнецов — бас-гитара;
- Екатерина «Кэтиш» Зудина — гитара, вокал;
- Александр «Алекс» Репьёв — гитара, вокал;
- Михаил «Вера» Дурыничев — драм-машина (замена ударных).

Сессионные участники
- Дмитрий Бельтюков — гитара (треки «Hey!», «All My Life», «Absolutly Blind»);
- Дмитрий «Rotten» Данилин — вокал (трек «Eternal Lie»).